# 국제 한자 회의
국제한자회의(國際漢字會議)는 1991년 대한민국의 주도로 창설돼 중화인민공화국, 중화민국, 일본이 참여하였다.
국제한자회의는 비정기 회의로 회원국의 상용 한자의 글자수를 제정하고 통일된 자형표준을 추진하는데 목적이 있다.

## 의의
대한민국·중화민국(정체자), 일본(신자체), 중화인민공화국(간체자)의 동아시아 4개국은 한자 문화권에 속하는 국가들로, 한자의 최초 전파 이래 독립되고 분화된 한자의 이용으로 근래에 들어서 한자의 의미와 형태가 달라져서 일어나는 혼란을 방지하자는 의의가 있다.

## 역사
국제한자회의의 참여는 1991년 제1회 회의를 시작으로, 2007년 제7회 회의까지 개최되었다.
1. 제1회 (1991년): 4개국.
2. 제7회(일본) (2003년)
3. 제8회(중화인민공화국) (2007년): 7개국+홍콩·마카오. 중화인민공화국 교육부 산하 기관 주최로 한국, 중국, 일본, 대만 4개국의 한자의 '비교연구사전'을 만들고, 각국 자형의 통일의 추진을 합의